# 逢簡村
逢簡村是一條鄉村，位于广东省佛山市顺德区杏坛镇，是当地具有岭南水乡特色的旅游景点之一，因景色可媲美江苏省的周庄，故有「顺德周庄」的称号。
該村位于交通要道上，村落建筑沿河而建。村内共有石桥30多座，其中以三座石拱桥「文明桥」、「巨济桥」和「金鳌桥」最为著名。巨济桥及文明桥是在宋朝建成，金鳌桥则是由清朝康熙皇帝御赐。
清代順德逢簡村有不少人從事搭棚行業。在清代和民國時期， 逢簡民居樓房鱗次櫛比， 有小廣州之稱， 這裡水運通暢，工、商業興旺， 工廠、商鋪林立， 以傳統的絲織業帶動百業興盛。